# 筋少の大海賊 vol.2
『筋少の大海賊 vol.2』（きんしょうのだいかいぞく vol.2）は、筋肉少女帯のライブトラック集である。2003年2月20日、前年に発売された『筋少の大海賊 vol.1』に続く第2弾としてタイムリーレコード（筋肉レコード）より発売された。

## 概要
『vol.1』と基本的に性格を一にする、オフィシャル・ブートレッグ（公式海賊盤）と銘打ったライブ・アルバムである。同じように音質のバラつきがあり、録音の状態も良くない。引き続き市川哲史がライナーノーツを書いている。

## 収録曲
1. 暴いておやりよドルバッキー
（作詞：大槻ケンヂ / 作曲：本城聡章, 筋肉少女帯 / 編曲：筋肉少女帯）
1993年6月18日, 愛知県勤労会館
2. 世界の果て〜江戸川乱歩に〜
（作詞：大槻ケンヂ / 作曲：本城聡章, 筋肉少女帯 / 編曲：筋肉少女帯）
1992年11月1日, 東京電機大学 鳩山キャンパス
3. 再殺部隊
（作詞：大槻ケンヂ / 作曲：橘高文彦, 筋肉少女帯 / 編曲：筋肉少女帯）
1996年5月3日, 新宿LIQUID ROOM
4. アメリカンショートヘアーの少年
（作詞：大槻ケンヂ / 作曲：内田雄一郎, 橘高文彦 / 編曲：筋肉少女帯）
1990年4月19日, 新宿日進パワーステーション
5. 夜歩くプラネタリウム人間
（作詞：大槻ケンヂ / 作曲：内田雄一郎, 筋肉少女帯 / 編曲：筋肉少女帯）
1990年12月13日, 新宿日進パワーステーション
6. 猫のおなかはバラでいっぱい
（作詞：大槻ケンヂ / 作曲：大槻ケンヂ, 筋肉少女帯 / 編曲：筋肉少女帯）
1991年7月29日[1], 東京日比谷野外大音楽堂
7. 星の夜のボート
（作詞：大槻ケンヂ / 作曲：内田雄一郎 / 編曲：筋肉少女帯）
1989年4月28日[2], 汐留PIT
8. アンクレット
（作詞：大槻ケンヂ / 作曲：橘高文彦, 筋肉少女帯 / 編曲：筋肉少女帯）
1994年6月26日, 神戸チキンジョージ
9. 高円寺心中
（作詞：大槻ケンヂ / 作曲：大槻ケンヂ, 筋肉少女帯 / 編曲：筋肉少女帯）
1992年8月11日[3], 新宿日進パワーステーション
10. ハッピーアイスクリーム
（作詞：大槻ケンヂ / 作曲：内田雄一郎, 筋肉少女帯 / 編曲：筋肉少女帯）
1997年1月19日, 渋谷公会堂
11. バラード禅問答
（作詞：大槻ケンヂ / 作曲：太田明, 筋肉少女帯 / 編曲：筋肉少女帯）
1993年6月14日, 福岡都久志会館
12. パブロフの犬
（作詞：大槻ケンヂ / 作曲：橘高文彦, 筋肉少女帯 / 編曲：筋肉少女帯）
1991年7月21日[4], 中野サンプラザ
13. 星座の名前は言えるかい[5]
（作詞：大槻ケンヂ / 作曲：本城聡章, 筋肉少女帯 / 編曲：筋肉少女帯）
1996年5月13日, 大阪メルパルクホール